# Крістіан Гомес Гарсія
Крістіан Гомес Гарсія (ісп. Cristian Gómez García, нар. 27 липня 1989, Оспіталет-де-Льобрегат) — іспанський футболіст, півзахисник клубу «Оспіталет».
Виступав, зокрема, за клуб «Еспаньйол».

## Ігрова кар'єра
Народився 27 липня 1989 року в місті Оспіталет-де-Льобрегат. Вихованець футбольної школи місцевого клубу «Оспіталет». Дорослу футбольну кар'єру розпочав 2008 року в основній команді того ж клубу, в якій провів три сезони, взявши участь у 70 матчах чемпіонату. 
2011 року перейшов до «Еспаньйола», в якому дебютував в іграх Ла-Ліги, де відіграв наступні два сезони кар'єри, після чого протягом 2013–2015 років грав на правах оренди у друголігових «Реал Мадрид Кастілья» та «Жироні».
У подальшому виступав на рівні третього дивізіону за рідний «Оспіталет» та «Льєйду».
2018 року знову повернувся до «Оспіталета», за який відтоді провів понад 100 матчів.